# Vierdegraadsvergelijking

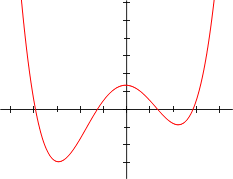
Figuur van een polynoom van de vierde graad

In de wiskunde is een vierdegraadsvergelijking een vergelijking die tot de vorm 
{\displaystyle ax^{4}+bx^{3}+cx^{2}+dx+e=0}
kan worden herleid, waarin {\displaystyle a,b,c,d} en {\displaystyle e} constanten zijn en {\displaystyle a} ongelijk is aan nul. Het is een vergelijking waarin een polynoom van graad 4 gelijk aan 0 is. Een polynoom van de graad 4 heeft 1 of 3 extreme waarden.
Een speciale vierdegraadsvergelijking is een vergelijking waarin een zogeheten bikwadraatfunctie gelijkgesteld wordt aan 0:
{\displaystyle ax^{4}+bx^{2}+c=0}
of met een product van twee kwadratische factoren
{\displaystyle (ax^{2}+bx+c)(py^{2}+qy+r)=0}
Hierin zijn {\displaystyle a,b} en {\displaystyle c} niet dezelfde als in de eerst gegeven vergelijking. Door de vorm zijn dit soort vergelijkingen eenvoudiger dan vierdegraadsvergelijking in het algemeen op te lossen. Niet ieder vierdegraadspolynoom is een bikwadraatfunctie.

## Geschiedenis
Vierdegraadsvergelijkingen werden voor het eerst tussen 400 en 200 v.Chr door wiskundigen in India bestudeerd. 
De ontdekking in 1540 dat elke vierdegraadsvergelijking opgelost kan worden met oplossingen die als wortelvormen geschreven kunnen worden, wordt aan Lodovico Ferrari toegeschreven. De oplossing van de derde- en vierdegraadsvergelijkingen tezamen werd in 1545 door Ferrari's mentor Girolamo Cardano in het boek Ars Magna gepubliceerd.
Het bewijs dat vier de hoogste graad is voor vergelijkingen die kunnen worden opgelost met een formule voor de oplossingen, waarin alleen de basisoperaties voor rekenen en wortels voorkomen, werd in 1824 geleverd met de stelling van Abel-Ruffini. Volgens het verhaal leidden aantekeningen, in 1832 nagelaten door Évariste Galois, later tot de volledige theorie van wortels van vergelijkingen.

## Oplossing
Een van de oplossingsmethoden is de volgende.
De algemene vierdegraadsvergelijing:
{\displaystyle ax^{4}+bx^{3}+cx^{2}+dx+e=0}
wordt genormeerd tot
{\displaystyle x^{4}+b'x^{3}+c'x^{2}+d'x+e'=0}
en met behulp van de transformatie
{\displaystyle x=y-{\tfrac {1}{4}}b'}
herleid tot een genormeerde vorm waarin de term met de derde macht ontbreekt:
{\displaystyle y^{4}+py^{2}+qy+r=0}
In het speciale geval dat {\displaystyle q=0}, is dit een vierkantsvergelijking in het onbekende kwadraat {\displaystyle y^{2}}, die met de wortelformule kan worden opgelost.
In het algemene geval schrijft men de vergelijking als product van twee kwadratische vormen:
{\displaystyle y^{4}+py^{2}+qy+r=(y^{2}+\alpha y+\beta )(y^{2}-\alpha y+\gamma )=y^{4}+(\gamma +\beta -\alpha ^{2})y^{2}+\alpha (\gamma -\beta )y+\beta \gamma }
Door vergelijking van de coëfficiënten volgt: 
{\displaystyle p=\gamma +\beta -\alpha ^{2},\quad q=\alpha (\gamma -\beta ),\quad r=\beta \gamma }
Deze zijn te herleiden tot:
{\displaystyle p+\alpha ^{2}=\gamma +\beta ,\quad q/\alpha =\gamma -\beta }
of:
{\displaystyle (p+\alpha ^{2})^{2}-(q/\alpha )^{2}=(\gamma +\beta )^{2}-(\gamma -\beta )^{2}=4\gamma \beta =4r}
Dit is een derdegraadsvergelijking in {\displaystyle \alpha ^{2}}, waarna met de oplossing voor {\displaystyle \alpha } ook {\displaystyle \beta } en {\displaystyle \gamma } kunnen worden bepaald. Door nulstellen van de beide kwadratische vormen worden de gezochte oplossingen gevonden.